# Kyohei Yoshino
Kyohei Yoshino (吉野 恭平, Yoshino Kyohei), né le 8 novembre 1994, est un footballeur japonais.

## Biographie
Yoshino commence sa carrière professionnelle en 2013 avec le club du Tokyo Verdy, club de J2 League. En 2015, il est transféré au Sanfrecce Hiroshima, club de J1 League. En juillet 2016, il est prêté au Kyoto Sanga FC, club de J2 League. En 2018, il retourne au Sanfrecce Hiroshima. En 2020, il est transféré au Vegalta Sendai.